# 体内酒精测定仪

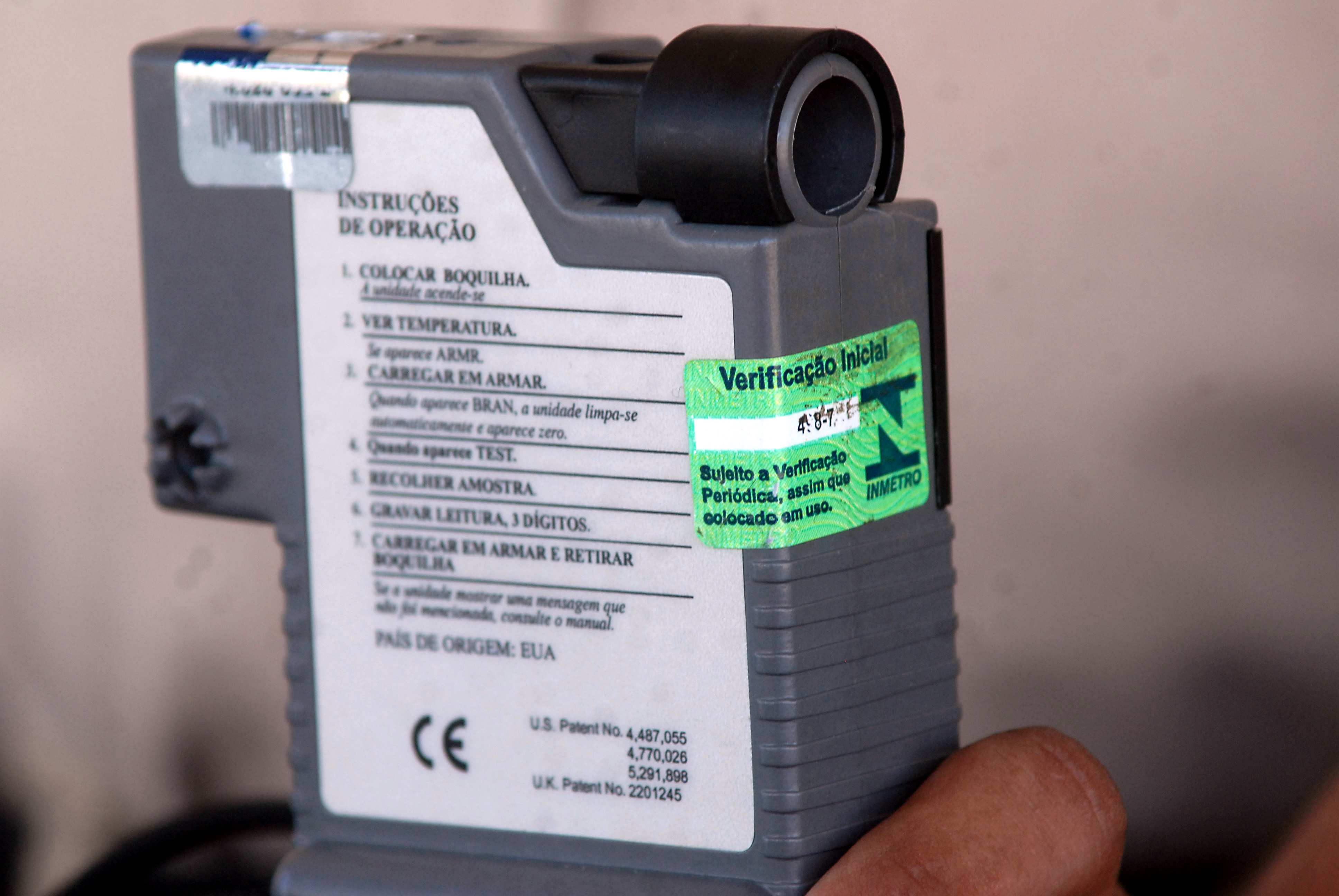
执法级呼气式测试仪，一台Alco-Sensor IV

体内酒精测定仪（英語：breathalyzer）或呼气式酒精检测仪（breathalyser，breath和analyzer/analyser的混成詞），港澳俗稱「吹波仔」，是一种根据呼气样本测定血液酒精濃度的设备。Breathalyzer是一个品牌名称（一个通用商標），属于发明家Robert Frank Borkenstein开发的酒精浓度测试仪。其在1954年5月13日被注册为商标，但许多人使用该术语指代测量血液酒精濃度的任何通用设备。

## 化学原理
当用户的呼气进入呼气分析仪时，其呼吸中的任何乙醇被氧化为乙酸在 阳极：
CH3CH2OH(g) + H2O(l) → CH3CO2H(l) + 4H+(aq) + 4e−
在阴极，大气氧气减少：
O2(g) + 4H+(aq) + 4e− → 2H2O(l)
总体反应是将乙醇氧化为乙酸和水。
CH3CH2OH(l)+O2(g)→CH3二甘醇(水)+H2O(l)
由该反应产生的电流被微控制器测量，并被检测仪显示为近似的血液酒精濃度。

## 公共与私人使用
美国执法部门使用的所有呼气式酒精测试仪必须经交通运输部的国家公路交通安全管理局批准。
公共的呼气式检测仪正成为一些消费者测试体内酒精含量的方法。这可用于酒吧、餐馆、慈善机构、婚礼等所有活动。

## 呼气测试证据在美国

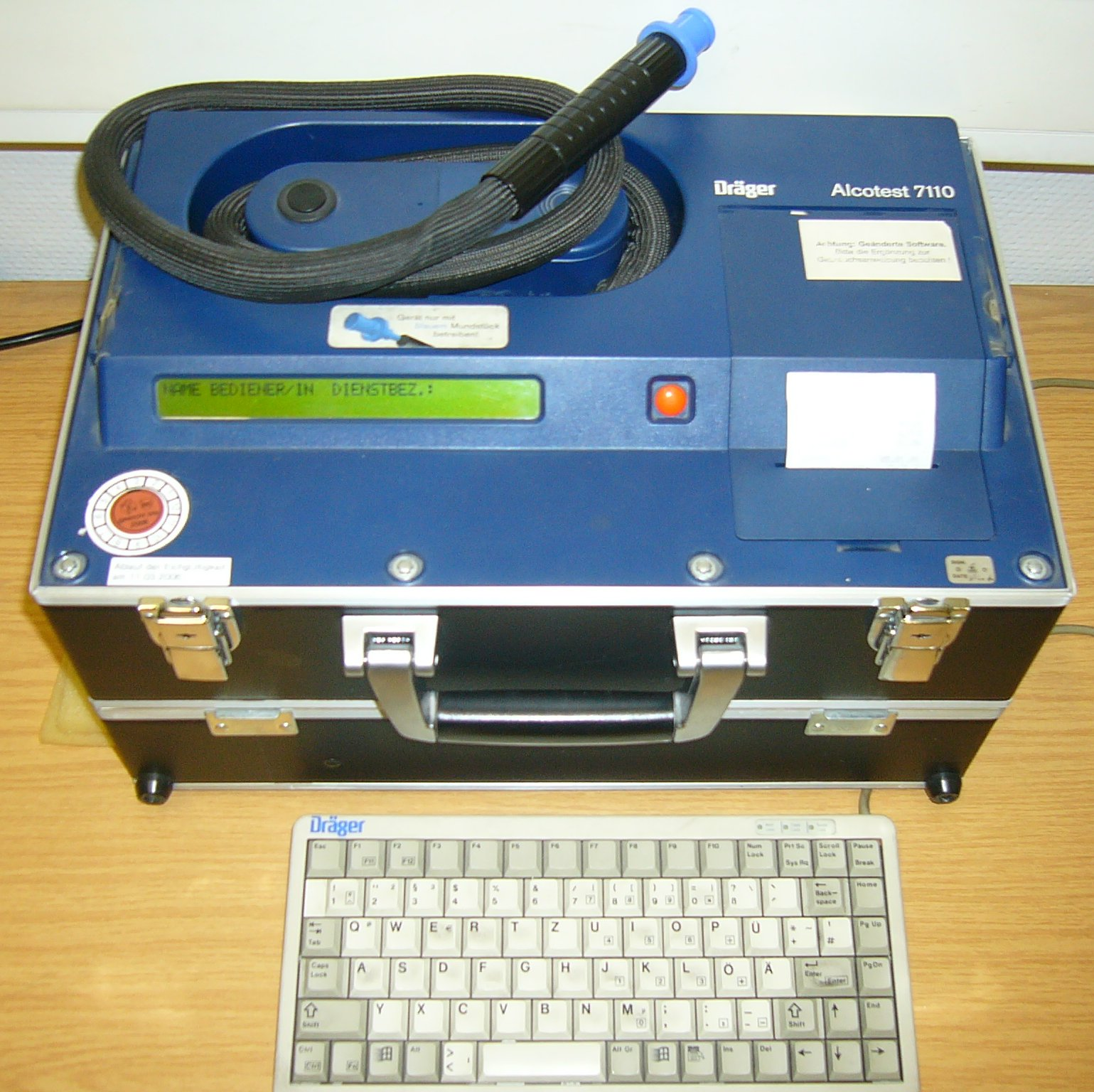
一台证据级呼气测试仪

呼气酒精读数可以两种方式用于刑事诉讼。如果车辆驾驶员的测试读数超过驾驶员法定上限则将被指控本身违法：也就是说，在美国当酒精浓度（BrAC）在0.08%以上时驾驶车辆即是非法。一个例外是威斯康星州，第一次醉酒驾驶违法通常是违反民事条例。

## 传感器
光伏测定
光伏测定仅用于过时的Photo Electric Intoximeter（PEI），这是一种现今很少见的呼气测试形式。该流程使用光敏电阻来分析氧化还原反应的颜色变化。呼吸样品将冒泡通过一个硫酸、重铬酸钾和硝酸银的水溶液。硝酸银起到催化，使醇以可观的速率被氧化。反应所需的酸性条件也可以由硫酸提供。
在溶液里，乙醇与重铬酸钾反应，把铬酸盐离子还原成铬 (III) 离子。这个还原反应导致溶液的颜色从橙红色变为绿色。反应后的溶液通过光感测器与少量反应前的溶液比较，电流随之与反应的颜色变化等比例变化；这个电流的变化改变检出的BAC的值。像别的方法一样，呼气测试仪利用的化学分析有时候会出现错误结果。例如，有些类似乙醇的化合物也能充当还原剂，导致颜色的变化而让检出的BAC升高。
红外光谱学
燃料电池
气敏传感器
半导体气体传感器基于还原性气体（如汽化乙醇）对氧化锡层的电导率增加。这是一种廉价的呼吸式测定仪方案。

## 呼气式分析仪的误读
有许多种物质或技术可以“糊弄”呼吸式分析仪（即产生较低的血液酒精濃度）。